# 徐蕙儀
徐蕙儀（1968年12月20日－），香港新聞從業員，1990年畢業於香港大學文學院（主修地理學），早前任職星島日報。其後加入有線電視新聞部任首席主播，期間亦於香港中文大學修讀碩士課程。再於2000年轉投無綫電視新聞部擔任總主播及高級財經記者，曾擔任無綫電視翡翠台的《今日財經》、《午間新聞》、《六點半新聞報道》和一系列特別新聞報道的主持工作。直到2005年，徐蕙儀轉投now財經台出任總主播一職，至2007年now新聞台啓播，她亦兼任晚間新聞節目《時事8點鐘》主播及《港股今日睇》主持。
2004年，銀河衛視旗下新聞台（現稱無綫網絡電視TVB新聞台）成立，徐蕙儀負責培訓新主播。到現在，徐蕙儀亦負責now財經台和now新聞台的主播培訓工作。
2021年7月19日，在副總裁鄭麗矜請辭後，她也一同辭職。

## 學歷
- 香港大學文學院學士（主修地理學）
- 香港中文大學新聞與傳播學系碩士